# چارلز ویلی‌یرس استنفورد
چارلز ویلی‌یرس استنفورد (انگلیسی: Charles Villiers Stanford؛ ۳۰ سپتامبر ۱۸۵۲ – ۲۹ مارس ۱۹۲۴) یک آهنگساز، رهبر ارکستر و مدرس موسیقی اهل ایرلند بود.
او در یک خانواده ثروتمند و اهل موسیقی به دنیا آمد و پیش از آنکه در لایپزیگ و برلین به فراگیری موسیقی بپردازد، در دانشگاه کمبریج تحصیل کرده بود و در دوران دانشجویی، نوازندهٔ ارگ در کالج ترینیتی بود. او یکی از بنیانگذاران کالج سلطنتی موسیقی لندن و همچنین یکی از افراد مؤثر در پیشرفت و شهرت «انجمن موسیقی دانشگاه کمبریج» محسوب می‌شود.
چارلز ویلی‌یرس استنفورد ساله‌ها استاد رشتهٔ موسیقی در دانشگاه کمبریج بود و شاگردان فراوانی را تربیت کرد که از آن جمله می‌توان به رالف وان ویلیامز و گوستاو هولست اشاره کرد.